# Tesbatan II
Tesbatan II is een bestuurslaag in het regentschap Kupang van de provincie Oost-Nusa Tenggara, Indonesië. Tesbatan II telt 1194 inwoners (volkstelling 2010).